# 2013년 대한민국의 주말 흥행 1위 영화 목록
다음은 2013년 대한민국에서 주말(금요일 ~ 일요일) 간 박스오피스 1위를 달성한 영화의 목록이다.
| #  | 날짜             | 영화                          | 수입 (단위: ₩) | 비고 |
| -- | ---------------- | ----------------------------- | -------------- | ---- |
| 1  | 2013년 1월 6일   | 《타워》                      | 6,043,859,500  |      |
| 2  | 2013년 1월 13일  | 《박수건달》                  | 5,954,047,500  |      |
| 3  | 2013년 1월 20일  | 《박수건달》                  | 6,546,919,069  |      |
| 4  | 2013년 1월 27일  | 《7번방의 선물》              | 9,988,103,702  |      |
| 5  | 2013년 2월 3일   | 《베를린》                    | 11,519,166,121 |      |
| 6  | 2013년 2월 10일  | 《7번방의 선물》              | 9,828,153,191  |      |
| 7  | 2013년 2월 17일  | 《7번방의 선물》              | 8,233,139,500  |      |
| 8  | 2013년 2월 24일  | 《신세계》                    | 6,663,023,755  |      |
| 9  | 2013년 3월 3일   | 《신세계》                    | 6,622,902,650  |      |
| 10 | 2013년 3월 10일  | 《신세계》                    | 3,931,063,500  |      |
| 11 | 2013년 3월 17일  | 《웜 바디스》                 | 3,138,549,124  |      |
| 12 | 2013년 3월 24일  | 《연애의 온도》               | 4,176,126,207  |      |
| 13 | 2013년 3월 31일  | 《지.아이 조 2》              | 5,757,028,000  |      |
| 14 | 2013년 4월 7일   | 《런닝맨》                    | 3,698,099,000  |      |
| 15 | 2013년 4월 14일  | 《오블리비언》                | 4,078,918,500  |      |
| 16 | 2013년 4월 21일  | 《오블리비언》                | 2,829,029,500  |      |
| 17 | 2013년 4월 28일  | 《아이언맨 3》                | 18,294,687,500 |      |
| 18 | 2013년 5월 5일   | 《아이언맨 3》                | 14,752,641,000 |      |
| 19 | 2013년 5월 12일  | 《아이언맨 3》                | 8,138,126,500  |      |
| 20 | 2013년 5월 19일  | 《아이언맨 3》                | 5,320,653,500  |      |
| 21 | 2013년 5월 26일  | 《분노의 질주: 더 맥시멈》    | 4,801,930,542  |      |
| 22 | 2013년 6월 2일   | 《스타트렉 다크니스》         | 4,246,860,300  |      |
| 23 | 2013년 6월 9일   | 《은밀하게 위대하게》         | 14,738,485,683 |      |
| 24 | 2013년 6월 16일  | 《은밀하게 위대하게》         | 7,533,123,089  |      |
| 25 | 2013년 6월 23일  | 《월드워Z》                   | 10,021,766,000 |      |
| 26 | 2013년 6월 30일  | 《월드워Z》                   | 7,169,678,500  |      |
| 27 | 2013년 7월 7일   | 《감시자들》                  | 10,088,806,276 |      |
| 28 | 2013년 7월 14일  | 《퍼시픽 림》                 | 9,389,370,012  |      |
| 29 | 2013년 7월 21일  | 《레드: 더 레전드》           | 6,132,901,138  |      |
| 30 | 2013년 7월 28일  | 《레드: 더 레전드》           | 4,965,606,832  |      |
| 31 | 2013년 8월 4일   | 《설국열차》                  | 16,734,107,500 |      |
| 32 | 2013년 8월 11일  | 《설국열차》                  | 11,796,891,500 |      |
| 33 | 2013년 8월 18일  | 《숨바꼭질》                  | 9,727,833,000  |      |
| 34 | 2013년 8월 25일  | 《숨바꼭질》                  | 7,784,221,000  |      |
| 35 | 2013년 9월 1일   | 《나우 유 씨 미: 마술사기단》 | 4,468,649,000  |      |
| 36 | 2013년 9월 8일   | 《스파이》                    | 6,120,387,500  |      |
| 37 | 2013년 9월 15일  | 《관상》                      | 13,847,759,500 |      |
| 38 | 2013년 9월 22일  | 《관상》                      | 16,433,463,500 |      |
| 39 | 2013년 9월 29일  | 《관상》                      | 4,733,252,000  |      |
| 40 | 2013년 10월 6일  | 《소원》                      | 3,470,074,000  |      |
| 41 | 2013년 10월 13일 | 《화이: 괴물을 삼킨 아이》    | 5,496,509,500  |      |
| 42 | 2013년 10월 20일 | 《그래비티》                  | 6,679,648,100  |      |
| 43 | 2013년 10월 27일 | 《공범》                      | 4,639,610,681  |      |
| 44 | 2013년 11월 3일  | 《토르: 다크 월드》           | 6,472,668,500  |      |
| 45 | 2013년 11월 10일 | 《토르: 다크 월드》           | 5,043,021,500  |      |
| 46 | 2013년 11월 17일 | 《친구 2》                    | 8,155,272,699  |      |
| 47 | 2013년 11월 24일 | 《친구 2》                    | 3,590,691,675  |      |
| 48 | 2013년 12월 1일  | 《열한시》                    | 2,741,323,500  |      |
| 49 | 2013년 12월 8일  | 《어바웃 타임》               | 3,618,991,000  |      |
| 50 | 2013년 12월 15일 | 《호빗: 스마우그의 폐허》     | 6,575,694,000  |      |
| 51 | 2013년 12월 22일 | 《변호인》                    | 10,179,876,500 |      |
| 52 | 2013년 12월 29일 | 《변호인》                    | 11,081,017,000 |      |

## 참고 자료
- KOFIC 영화진흥위원회 주간/주말 박스오피스 참고